# 浙江新远国际影城
浙江新远国际影城位于杭州下城区西湖文化广场8号（C区），浙江新远文化产业集团投资6000万，总面积近1万平米，有16个数字影厅近2000个座位，为浙江省规模最大和票房最高的影院。其中12个普通厅，3个VIP厅，以及1个IMAX影厅（面积逾500平方米，容纳344人，屏幕宽20米，高12米）。2010年9月21日开业，属于浙江星光院线旗下。2021年9月1日起，新远国际影城闭店进行装修升级。
- 正门
- 购票处
- 卖品部
- 后门